# Медицина
Медици́на (заст. лі́карство) — система наукових знань та практичної діяльності, метою яких є зміцнення і збереження здоров'я, продовження життя людей, попередження та лікування захворювань людини.
Медицина охоплює широкий спектр галузей, включаючи анатомію, фізіологію, терапію, хірургію, акушерство, фармакологію та багато інших.
Метою медицини є збереження та відновлення здоров'я окремих людей і груп населення за допомогою різноманітних підходів, таких як медикаменти, хірургічні процедури, зміни способу життя та профілактичні заходи.
Медицина відіграє вирішальну роль у покращенні якості життя та зниженні рівня смертності в усьому світі.

## Символіка та термінологія
Слово «медицина» походить від словосполучення лат. ars medicina — «лікувальне мистецтво», «мистецтво зцілення» і має той самий корінь, що й дієслово лат. medeor — «зцілюю».
Символи медицини широко відомі в усьому світі та часто використовуються для символізації медичної професії. Ось деякі з найпоширеніших символів медицини:
- Жезл Асклепія: це посох із однією змією, обвитою навколо нього, є одним із символів медицини. Його пов'язують з грецьким богом Асклепієм, який був богом лікування та медицини.
- Зірка життя: один із символів медицини з кінця XX століття — шестикутна «Зірка життя».
- Келих Гігеї: цей символ являє собою чашу зі змією, обвитою навколо неї, і часто використовується для представлення практики фармації.
- Червоний хрест: це універсальний символ екстреної медичної допомоги, який часто використовується для позначення лікарень, служб екстреної допомоги та інших медичних закладів, також пов'язаний з діяльністю Міжнародного руху Червоного Хреста і Червоного Півмісяця.
- Кадуцей: це посох із двома зміями, обвитими навколо нього, і крилами вгорі.

«Зірка життя»
Посох Асклепія
Червоний хрест
Келих Гігеї
Кадуцей

## Історія

### Античні часи
Антична медицина стосується медичної практики різних цивілізацій до Середньовіччя. Історія античної медицини охоплює вивчення різноманітний спектр практик, від ранніх трав'яних засобів до більш складних хірургічних методів. Практичні лікарі давнини вважали, що хвороби та хвороби спричинені природними або надприродними силами, а їхні ліки часто включали елементи магії та релігійного ритуалу.

#### Стародавній Єгипет

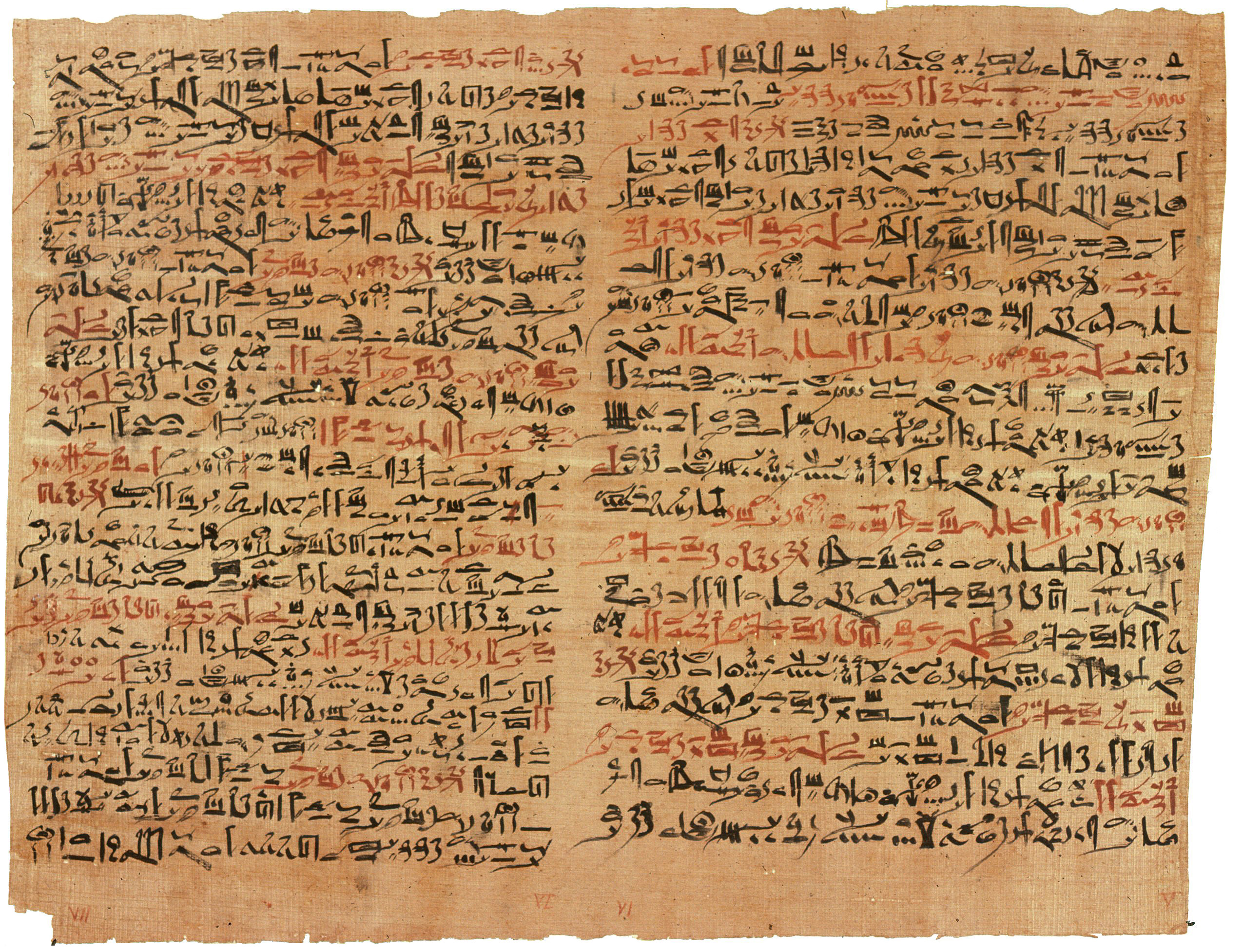
Папірус Едвіна Сміта, найстаріший у світі хірургічний документ, що зберігся

У Стародавньому Єгипті медициною займалися жерці, які використовували магічні заклинання, амулети та лікарські рослини для лікування різноманітних хвороб.
Папірус Еберса, що датується приблизно 1550 роком до нашої ери, є одним із найдавніших відомих медичних текстів і містить інформацію про понад 800 лікарських рослин, хірургічні методи та методи лікування різних хвороб. Для виготовлення ліків єгиптяни використовували різноманітні лікарські рослини, такі як алое вера, ладан і мирра, а також продукти тваринного походження, такі як мед та молоко. Вони також розробили хірургічні методи, включаючи трепанацію черепа, вправляння кісток і виконання ампутацій.
Папірус Едвіна Сміта, датований приблизно 1600 роком до нашої ери, є ще одним важливим медичним текстом, який містить інформацію про хірургічні методи, включаючи лікування переломів і травм голови та хребта. Текст папіруса написаний ієратичним письмом і описує анатомічні спостереження та обстеження, діагностику, лікування та прогноз 48 типів медичних проблем у вишуканих деталях, описує використання шин і пов'язок для знерухомлення пошкоджених кінцівок, зашивання ран швами, запобігання та лікування інфекції медом і запліснявілим хлібом, зупинку кровотечі, іммобілізацію ушкоджень голови та спинного мозку.

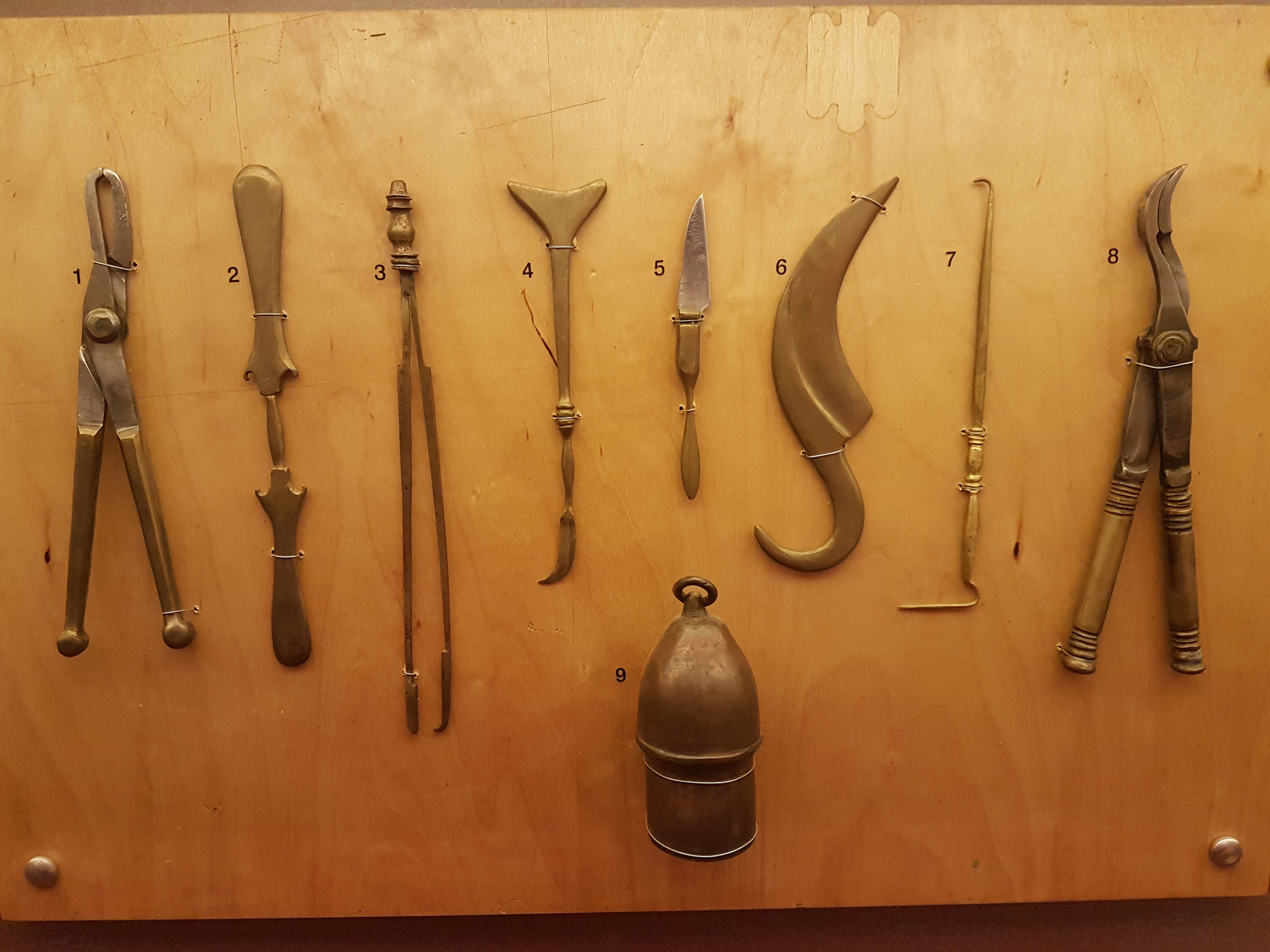
Хірургічні інструменти в Стародавній Греції, 5 століття до н.е. Реконструкція на основі описів у Корпусі Гіппократа. Технічний музей, Салоніки

#### Стародавня Греція

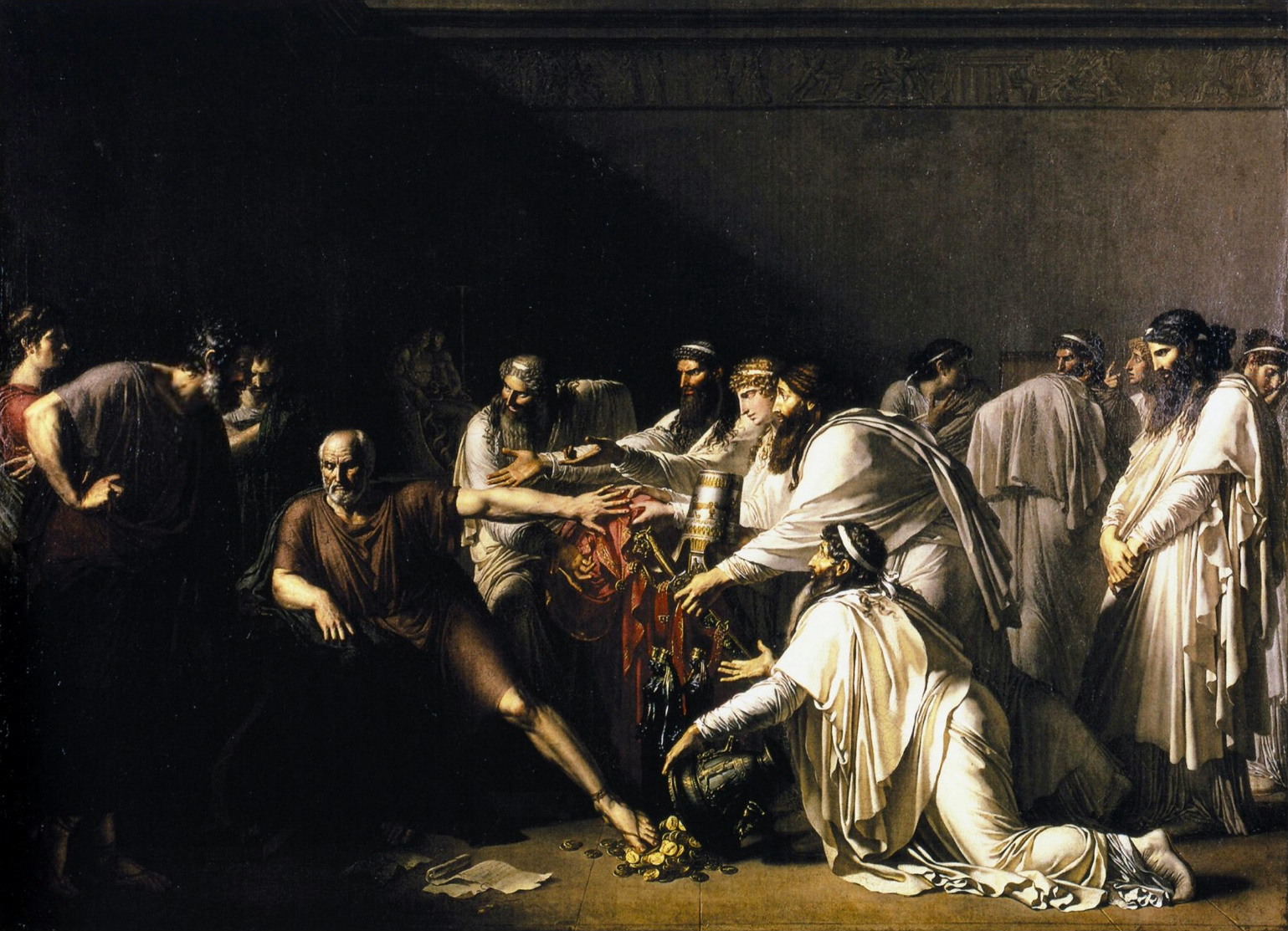
Відмова Гіппократа від подарунків ворожого перського імператора Артаксеркса, який просив його консультацію. (Жироде, 1792 р.)

Стародавня Греція відома своїм значним внеском у розвиток західної медицини. Грецького лікаря Гіппократа часто називають батьком сучасної медицини за те, що він приділяв увагу спостереженню, діагностиці та лікуванню хвороб. Гіппократ вважав, що хвороби мають природні причини, і наголошував на потребі визначення причини захворювання, завдяки цілісному спостереженню за симптомами та способом життя пацієнта. Він також наголосив на важливості здорового харчування та фізичних вправ для підтримки здоров'я. Гіппократ і його послідовники записали свої медичні знання в Корпус Гіппократа, збірку текстів, яка містила трактати з медичної етики, теорії медицини, патології, дієтології, терапії, хірургії, акушерства та гінекології, педіатрії, очних хвороб, та, серед іншого, стала основою сучасної медичної етики. Його трактати з хірургії значно вплинули на розвиток хірургії та ортопедії, а деякі принципи, викладені в трактатах Гіппократа «Про переломи» та «Про суглоби», використовуються і в наш час.
На грецьку медицину вплинула робота попередніх цивілізацій, таких як Єгипет і Месопотамія, але вона також досягла значного прогресу в медичних знаннях. Грецькі лікарі, такі як Гален, зробили важливий внесок у галузі анатомії та фізіології. Гален спирався на вчення Гіппократа та розробив нові хірургічні методи, включаючи процедури видалення каменів із сечового міхура та виконання трахеотомії. Він також багато писав з анатомії та фізіології, описуючи функції серця, легенів і кровоносної системи. Творчість Галена залишалася впливовою протягом Середньовіччя та епохи Відродження.

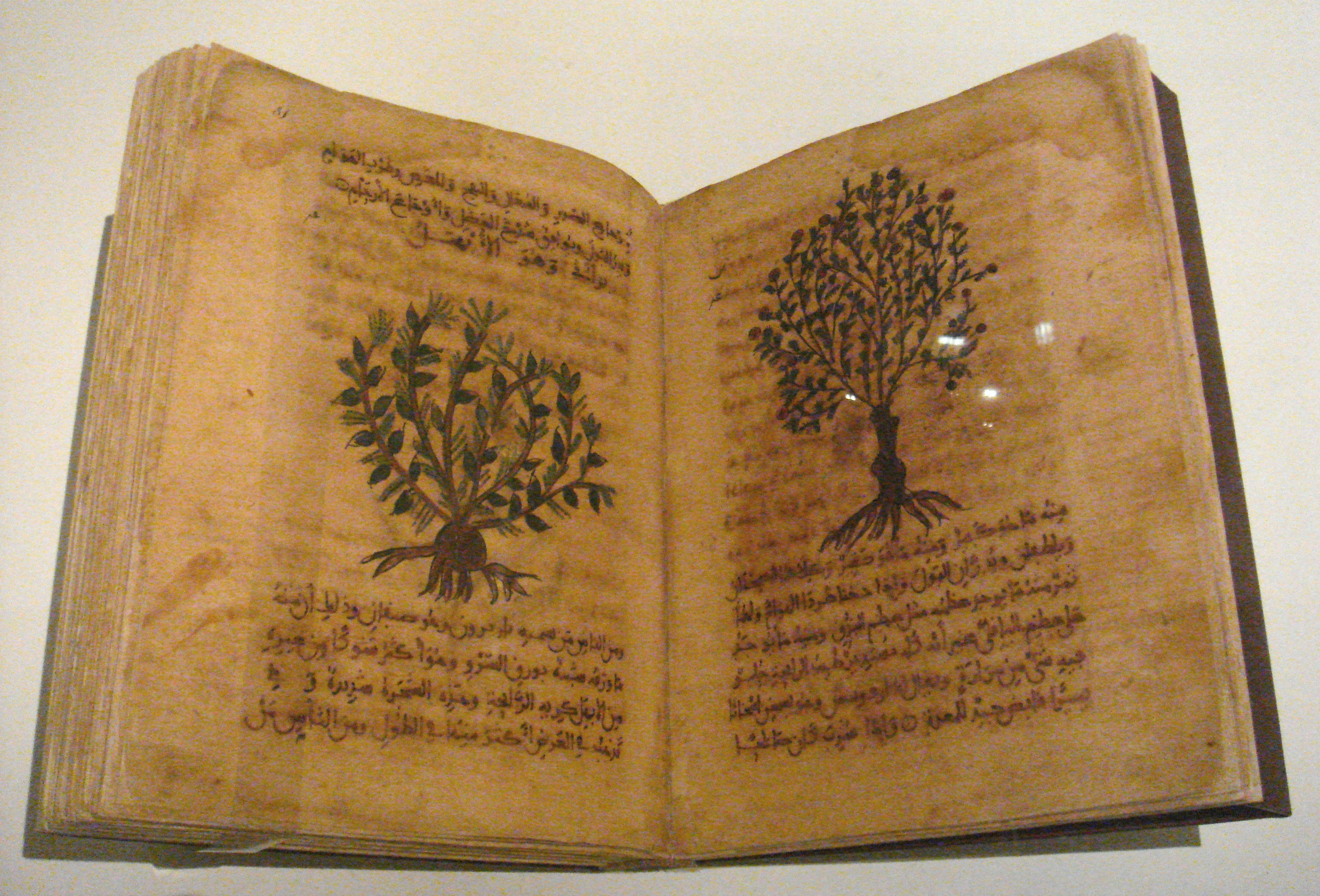
«De Materia Medica» Діоскорида, видання арабською, 12-13 ст.

Грецька медицина також використовувала лікарські рослини та трави для лікування різноманітних хвороб. Грецький лікар, який також працював у римській армії, Діоскорид між 50 та 70 роками нашої ери написав 5-томну збіку книг під назвою «De Materia Medica», в якій детально описано понад 600 рослин та їхні лікувальні властивості, разом з деякими тваринними і мінеральними речовинами, а також близько 1000 ліків, виготовлених з них. «De Materia Medica» була перекладена на багато мов й широко використовувалась в медицині всього світу наступні 1700 років, що зробило її однією з найдовше вживаніших книжок з природознавства та фармакології.

#### Стародавній Рим
Римська імперія зробила значний внесок у сферу медицини, спираючись на роботу попередніх цивілізацій, таких як Греція та Єгипет. Одними із найвидатніших лікарів Римської імперії були Гален, Діоскорид, Соран, Руф, Орібазій, які вивчали медицину в Греції.
Одним з найвідоміших лікарів Римської імперії був Гален. Праці Галена були зосереджені на анатомії, фізіології та фармакології. Він наголошував на важливості обстеження пацієнтів та розуміння їхніх індивідуальних симптомів для встановлення діагнозу. Він також вважав, що хвороби мають природні причини і що тіло може самозцілитися за відповідних умов (див. Натуропатія). Гален зробив значний внесок у галузь фармакології, експериментуючи з новими ліками та розуміючи властивості різних рослин і трав. Він багато писав про використання ліків у медицині та про важливість дозування та застосування.
Римська медицина також досягла прогресу в хірургії, особливо в лікуванні ран і переломів. Римські хірурги використовували різні хірургічні інструменти, включаючи скальпелі, щипці та ретрактори, і володіли такими техніками, як накладання швів і припікання. Окрім прогресу в медицині, римляни також надавали пріоритет громадському здоров'ю та санітарії. Вони побудували громадські лазні та акведуки, які забезпечували доступ до чистої води, а також заснували державні лікарні для догляду за хворими та пораненими.

#### Стародавній Китай
Практика традиційної китайської медицини (ТКМ) налічує понад 2000 років і залишається важливою частиною медичної практики в Китаї та інших частинах світу. ТКМ базується на ідеї, що тіло є складною системою взаємопов'язаних частин і що хвороба спричинена дисбалансом цих частин. У Стародавньому Китаї практикуючі лікарі розробили складну систему діагностики та лікування, засновану на принципах Інь та Ян і п'яти елементів (у-сін).
Одним із найважливіших понять у ТКМ є ці (вимовляється як чі), що позначає життєву енергію, яка протікає через тіло. Практики ТКМ вважають, що хвороби та захворювання порушують потік ці, і що відновлення цього балансу має важливе значення для міцного здоров'я.
ТКМ використовує різноманітні методи лікування, включаючи акупунктуру, фітотерапію та дієтичну терапію. Акупунктура передбачає введення тонких голок у певні точки на тілі для відновлення потоку ці. Фітотерапія використовує комбінацію натуральних продуктів, таких як коріння, листя та кора, для лікування різноманітних захворювань — понад 2000 лікарських засобів (женьшень, камфору тощо). Дієтична терапія також є важливою частиною ТКМ і підкреслює важливість збалансованого та здорового харчування для підтримки доброго здоров'я.
Іншою важливою частиною ТКМ є використання мануальних методів лікування, таких як масаж і застосування медичних банок, для покращення кровообігу та полегшення болю. Ці методи лікування часто використовуються в поєднанні з іншими методами ТКМ для комплексного підходу до лікування.
ТКМ також включає використання діагностичних методів, таких як діагностика язика та пульсу, щоб оцінити загальний стан здоров'я пацієнта та виявити дисбаланси в організмі. Це дозволяє лікарям розробити індивідуальний план лікування для кожного пацієнта.
Загалом традиційна китайська медицина має довгу та багату історію та залишається важливою частиною медичної практики в Китаї та в усьому світі. Його акцент на цілісному та індивідуальному догляді зробив його привабливою альтернативою традиційній західній медицині.

#### Стародавня Індія
Практика медицини в Стародавній Індії тісно пов'язана з розвитком Аюрведи, системи медицини, яка налічує понад 5000 років. Аюрведа базується на ідеї, що тіло складається з трьох основних енергій, або дош, відомих як вата, пітта та капха. Вважається, що ці енергії керують різними функціями та процесами в організмі. Аюрведична медицина наголошує на важливості збалансування цих енергій для підтримки доброго здоров'я та запобігання хворобам. Це досягається за допомогою поєднання способу життя, наприклад дієти та фізичних вправ, а також використання трав, мінералів та інших натуральних продуктів.
Одним із найважливіших текстів Аюрведи є Чарака Самхіта, вичерпний посібник з аюрведичної медицини, який охоплює широкий спектр тем, включаючи анатомію, фізіологію, діагностику та лікування захворювань. Чарака Самхіта також містить детальні описи різних трав і мінералів та їх використання в аюрведичній медицині.
Аюрведична медицина також наголошує на важливості масажу та інших методів мануальної терапії для зміцнення загального здоров'я та благополуччя. Вважається, що ці методи лікування покращують кровообіг і полегшують біль, серед інших переваг. Іншим важливим аспектом аюрведичної медицини є використання йоги та медитації для сприяння фізичному та психічному благополуччю. Вважається, що ці практики допомагають збалансувати доші та покращити загальний стан здоров'я.
Аюрведична медицина продовжує залишатися важливою частиною медичної практики в Індії та набуває популярності в інших частинах світу.

### Середньовіччя
Накопичення практичних медичних спостережень продовжувалось і в Середньовіччя. Виникли спеціальні заклади для лікування хворих і поранених, монастирські лікарні для цивільного населення (VII століття). Хрестові походи, які супроводжувалися міграцією населення, сприяли виникненню спустошливих епідемій і зумовили в Європі формування запобіжних заходів — карантину, лепрозоріїв тощо.
Візантійська та арабська медицина збагатили світову медичну науку новими описами симптомів хвороб і лікарських засобів. Значну роль у розвитку медицини відіграв таджицький науковець Ібн-Сіна (Авіценна).
У Русі-Україні поряд з монастирською медициною продовжила розвиток народна медицина. Відомо, що одну з перших праць з медицини написала дочка київського князя Мстислава і онука Володимира Євпраксія. У XI—XII столітті в Переяславі та Києві, у XIII столітті у Львові створили лікарні. Лікарською справою в Україні здавна займалися лікарі-емпірики («ліковці»), аптекарі («зелійники»), костоправи, цирульники.
1490 року у Львові відбулося відкриття першої офіційної публічної аптеки. Зародження аптечної справи в Києві датується 1715 роком. Тоді Київський губернатор князь звернувся до Петра І.  з проханням відкрити в місті аптеку для кращого обслуговування солдат, при якій працювали б лікар і аптекар з оплатою по 700 руб. на рік.

### Новий час

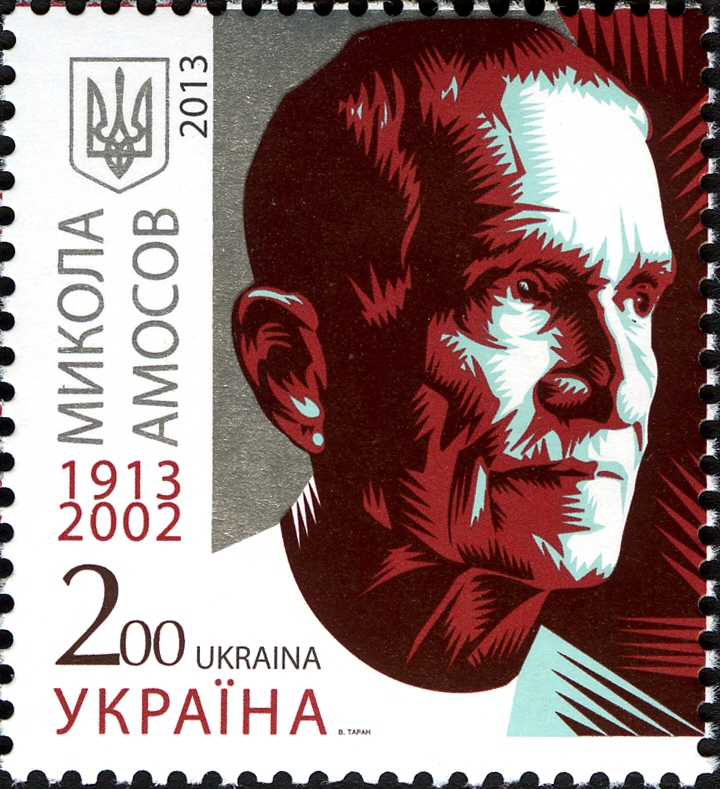
Микола Михайлович Амосов — видатний український лікар, хірург, науковець, винахідник, академік, громадський діяч.

У галузі практичної медицини у Новий час у XVI столітті італійський лікар Джироламо Фракасторо створив вчення про контагіозні (заразні) хвороби, французький лікар Амбруаз Паре розробив наукові основи хірургії. Швейцарський лікар Парацельс виступив із пропагандою медицини, що ґрунтувалася на досвіді та знаннях, запровадив у лікарську практику різні хімічні речовини і мінеральні води, в Україні 1617 року видали трактат «Про теплики у Шклі» львівського автора Еразма Сикста. Андреас Везалій, якого вважають творцем сучасної анатомії, описав будову і функції тіла людини. Англійський лікар Вільям Гарвей створив учення про кровообіг.
Одне з найбільших відкриттів у медицині відбулось наприкінці XVIII століття, коли британський лікар Едвард Дженнер, який винайшов і здійснив щеплення від натуральної / великої віспи, давши таким чином поштовх до розвитку імунології та вакцинацію. Відкриття Дженнера призвело до винищення у природному середовищі до 1980-х років цієї епідемічної хвороби, яка призвела до смерті за певними оцінками до 600 млн людей починаючи з VI століття. Це єдина на сьогодні інфекційна хвороба, яку вдалося людству знищити у природі.

### Подальші здобутки медицини
Зростання промислового виробництва привернуло увагу до вивчення професійних захворювань. На межі XVII—XVIII століть італійський лікар Бернардіно Рамацціні поклав початок вивченню промислової патології та гігієни праці.
З розвитком медицини ширилися в різних країнах медичні навчальні заклади. У 1773 році відкрили Медичний колегіум у Львові, який у 1784 році об'єднали з медичним факультетом Львівського університету, у 1787 році — Єлизаветградську медико-хірургічну школу.

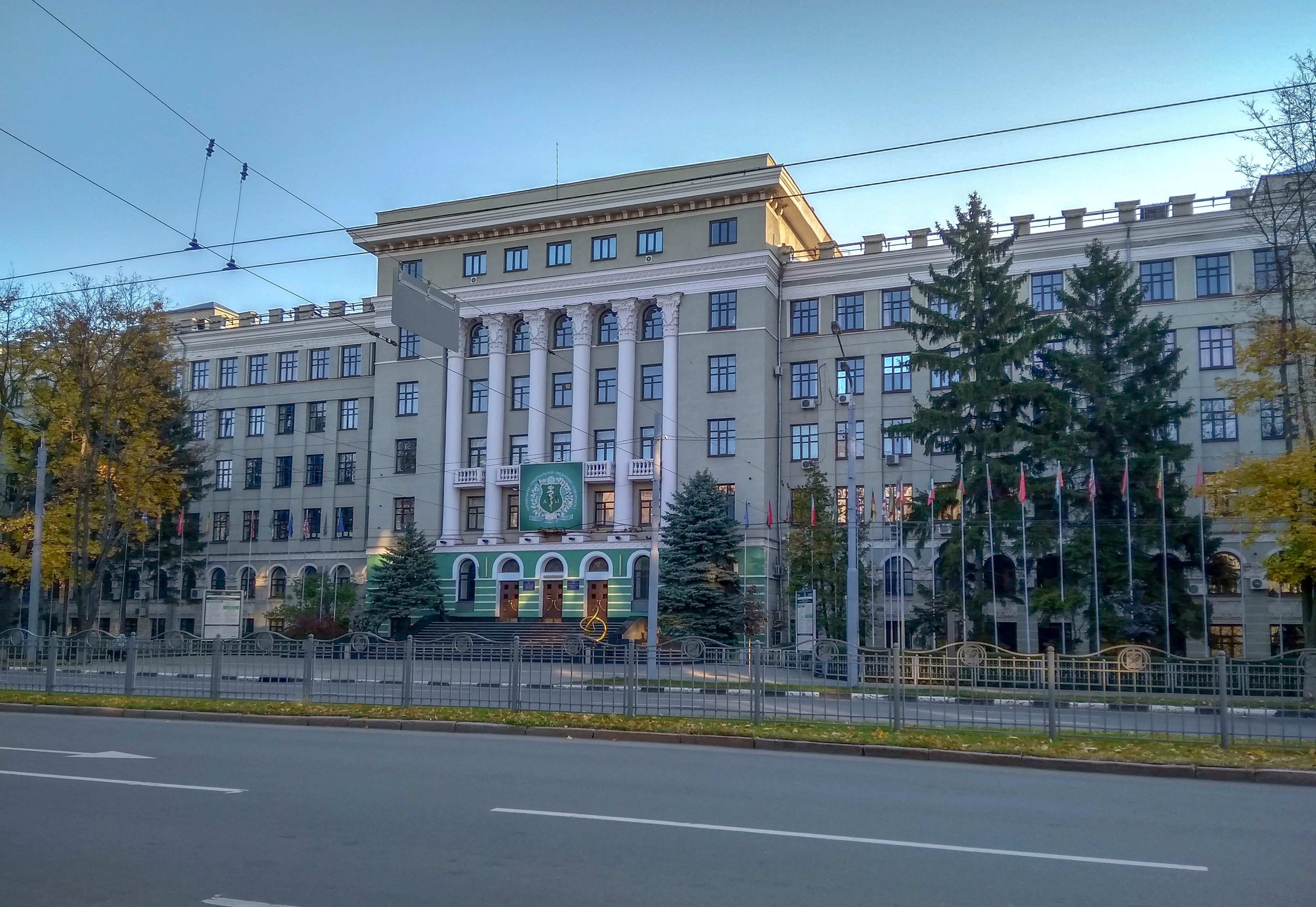
Харківський національний медичний університет

Одним з основних закладів, що комплектували слухачів медичних шкіл, була Київська академія, де наприкінці XVIII століття почали викладати медицину (в 1802 році відкрили медичний клас — першим його викладачем став Опанас Федорович Масловський).
У 2-й половині XVIII століття — 1-й половині XIX століття заклали основи військової та морської гігієни. Одним з основоположників епідеміології був український лікар Данило Самойлович (2-а половина XVIII століття). Німецький науковець Роберт Кох став одним з основоположників мікробіології. Основи експериментальної фармакології, токсикології ендокринології заклав французький фізіолог і патолог Клод Бернар. Праці німецького фізіолога Германа Гельмгольца, чеського біолога Яна Пуркинє сприяли прогресу офтальмології. Дослідження австрійського патолога Рудольфа Вірхова зробили реформи у теоретичній і практичній медицині, заклали підвалини клітинної теорії та патологічної анатомії.
У цей час було збільшено кількість медичних навчальних закладів, зокрема в Україні в 1805 році відкрили медичний факультет при Харківському, в 1841 році — при Київському університетах (були створені відомі київська, харківська, а згодом й одеська медичні школи); виникли медичні наукові товариства (зокрема Товариство київських лікарів), медична спільнота видавала кілька медичних наукових журналів.

## Галузі
Розрізняють такі галузі та розділи медицини:

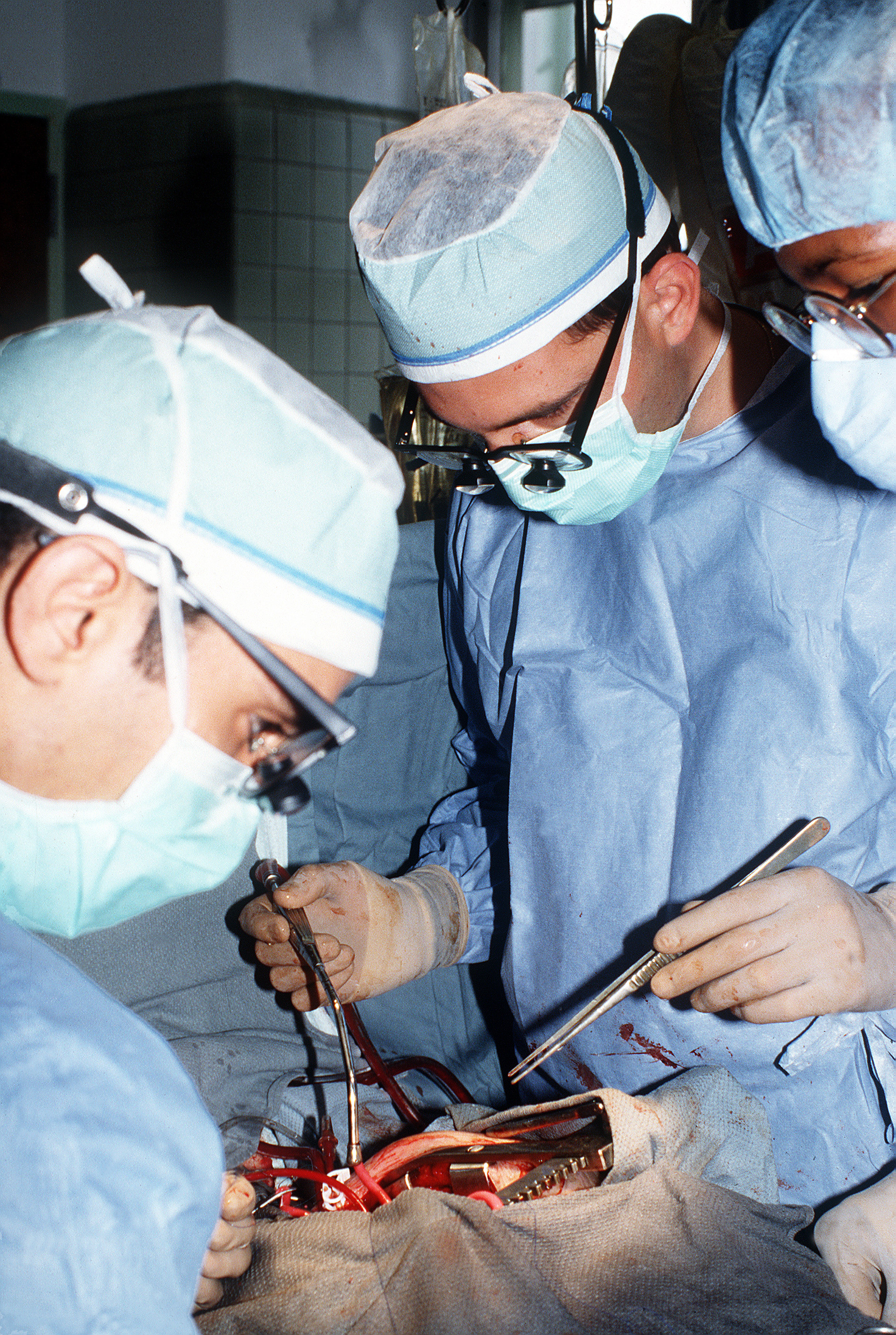
Торакальний хірург проводить протезування мітрального клапана

Основні (включені до загальної програми підготовки лікарів-спеціалістів ВНЗ України):
- Клінічна медицина — розділ медицини, який вивчає хвороби людини, їх лікування та попередження. Основу цієї групи складають терапевтичні і хірургічні дисципліни: терапія (вивчає так звані внутрішні хвороби), розділами якої є кардіологія, гастроентерологія, ревматологія, пульмонологія, нефрологія, гематологія, клінічна ендокринологія, геріатрія; хірургія — кардіохірургія, нейрохірургія, судинна хірургія, травматологія та ортопедія, анестезіологія і реаніматологія, онкологія, урологія, проктологія тощо. Клінічна медицина включає також: акушерство і гінекологію, неонатологію та педіатрію; неврологію і психіатрію; дерматологію; курортологію, фізіотерапію та лікувальну фізичну культуру; медичну радіологію і рентгенологію; стоматологію; оториноларингологію; офтальмологію, медичну генетику та інші[38]. Включає сімейну медицину та деякі інші розділи, з наведених нижче.
- Сімейна медицина — розділ медицини, який займається формуванням, збереженням, зміцненням і відновленням здоров'я особи та її сім'ї через первинну медико-санітарну допомогу[39]. Це сукупність наукових і практичних заходів для організації довготривалої превентивної персоналізованої сімейної лікувальної практики.

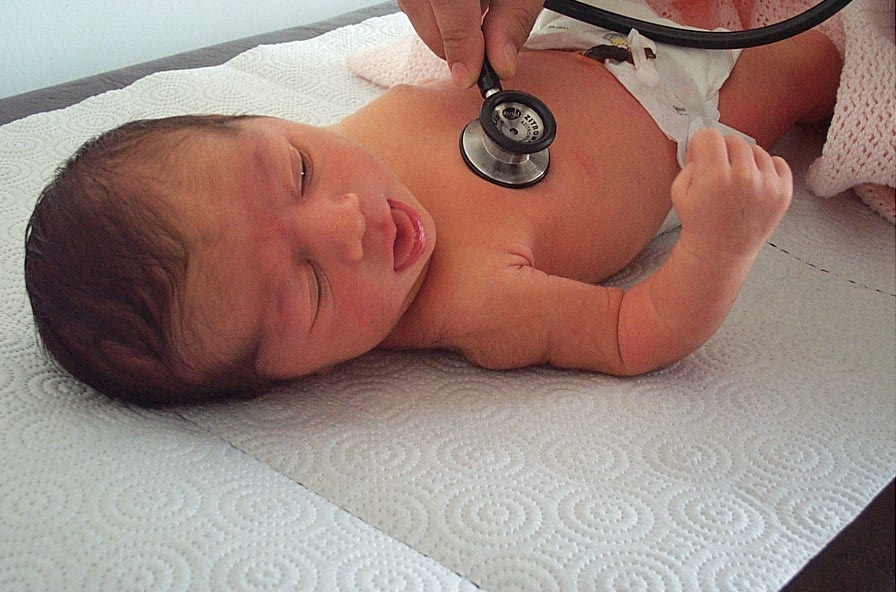
Огляд новонародженної дитини неонатологом

- Огляд новонародженної дитини неонатологомПедіатрія — розділ медицини, який займається вивченням, лікуванням та профілактикою внутрішніх хвороб у дітей. Підліткова медицина — розділ медицини, що займається вивченням захворювань дітей пубертатного та юнацького віку.
- Профілактична (превентивна) медицина — система науково обґрунтованих заходів, спрямованих на попередження, зниження ризику розвитку відхилень у стані здоров'я людини, запобігання виникнення або уповільнення прогресування хвороб та зменшення їхніх тяжких наслідків. У широкому значенні профілактику розглядають як створення найсприятливіших для здоров'я населення соціальних і природних умов.[40]

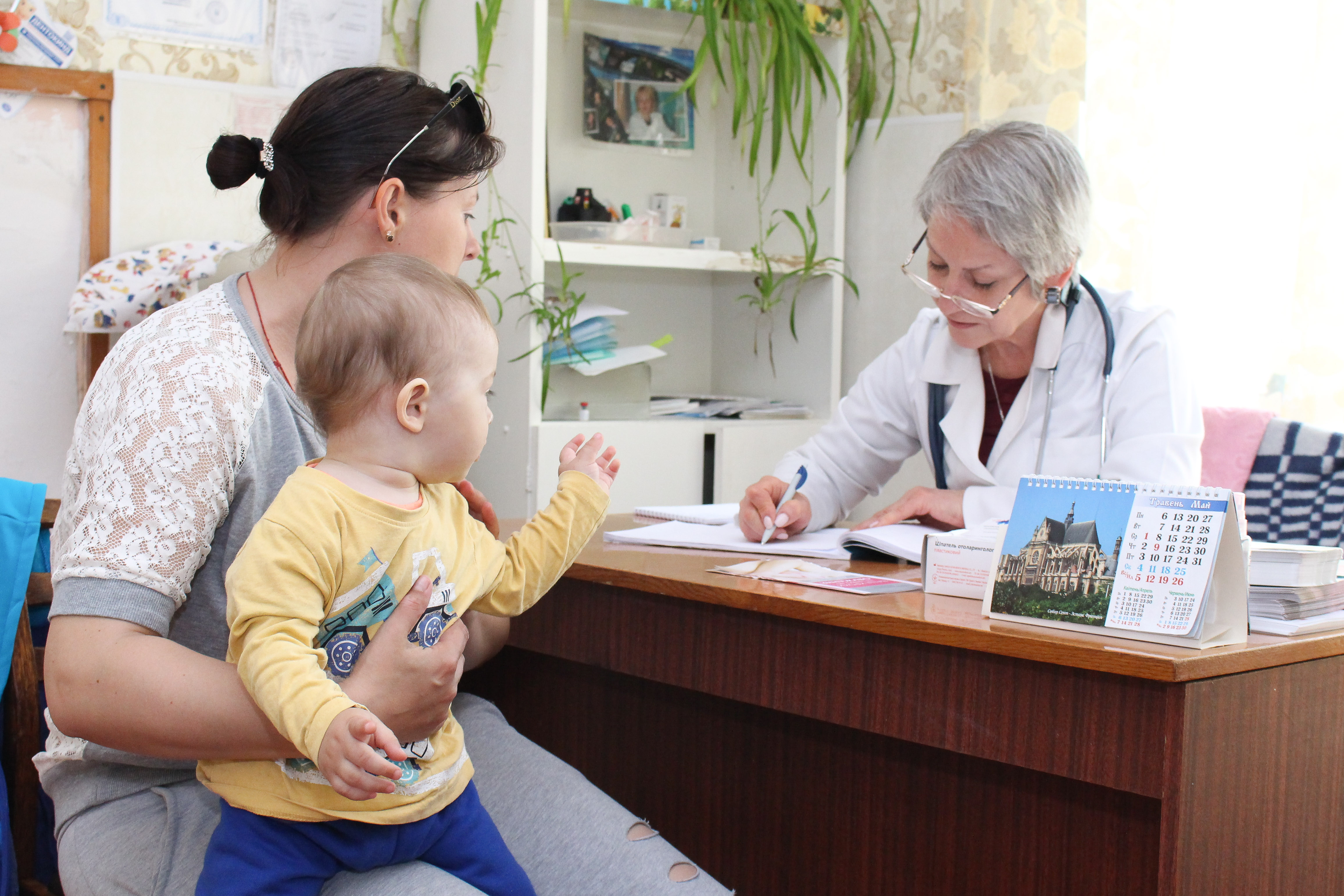
Лікар-педіатр веде обстеження

- Соціальна медицина — вивчення медичних потреб суспільства та взаємодії медицини та суспільства, разом із практикою врахування соціальних факторів в охороні здоров'я, профілактичній медицині, а також у клінічному обстеженні та лікуванні пацієнтів.[41]
- Спортивна медицина — галузь медицини, що вивчає вплив на організм людини засобів фізичної культури і спорту; розробляє та обґрунтовує раціональну методику фізичних вправ і спортивного тренування з метою всебічного гармонійного розвитку, зміцнення здоров'я і підвищення працездатності людини.
- Судова медицина — розділ медицини, який займається встановленням причин травми або смерті, що сталася за нез'ясованих обставин, особливо, якщо вони відбулися імовірно в ході злочину. Такі дослідження проводять в Україні судові лікарі, в багатьох інших країнах — патологоанатоми за запитом коронера спільно з іншими експертами і представниками поліції.
- Військова медицина — галузь медицини, яка являє собою систему наукових знань і практичних заходів, спрямованих на зміцнення здоров'я військовослужбовців, а також запобігання бойовим ушкодженням та захворюванням і їх лікування.
- Медицина катастроф — спеціальна галузь охорони здоров'я, основним завдання якої є надання в екстремальних ситуаціях (під час стихійного лиха, катастрофи, аварії, масового отруєння, епідемії, епізоотії, радіаційного, бактеріологічного і хімічного забруднення тощо) медичної допомоги, яку всеосяжно в таких ситуаціях гарантує держава.
- Медична психологія — розділ психології, що вивчає роль психіки в умовах виникнення і клінічного перебігу хвороб людини, а також відновлення її здоров'я.

Методологічні напрямки:
- Доказова медицина — науково обґрунтована медична практика, що передбачає апелювання в діагностиці, лікуванні й профілактиці хвороб людини до медичних технологій і лікувальних засобів, ефективність яких доведено клінічними дослідженнями високої достовірності.[38]
- Персоналізована (прецизійна) медицина — це медична модель, що полягає на виборі медичних рішень та практик на основі прогнозованої реакції конкретного пацієнта та ризику розвитку у нього захворювання, на відміну від активної моделі «один препарат, який підходить усім».
- Профілактична (превентивна) медицина — система науково обґрунтованих заходів, спрямованих на попередження, зниження ризику розвитку відхилень у стані здоров'я людини, запобігання виникнення або уповільнення прогресування хвороб та зменшення їхніх тяжких наслідків. У широкому значенні профілактику розглядають як створення найсприятливіших для здоров'я населення соціальних і природних умов.[40]
- Лікар-педіатр веде обстеженняСистемна медицина — сукупність дослідницьких підходів, спрямованих на покращення розуміння біологічних механізмів шляхом використання методів науки, які засновані на оміці, системній біології, системній нейробіології, біоінформатиці та теорії мереж.[42] (Див. також — Холістична медицина, Біокібернетика).
- Регенеративна медицина — медична практика, що вивчає методики регенерації (відновлення), заміни або розробки людських або тваринних клітин, тканин або органів для відновлення або встановлення здорової функції.
- Порівняльна медицина — напрям медицини щодо вивчення хвороб тварин та людей, розглядаючи подібність та відмінність між ними. Використовуючи ці типи досліджень дослідники можуть знайти шляхи для кращої діагностики, профілактики та лікування захворювань усіх напрямків.[43]
- Наномедицина — це медичне застосування нанотехнологій. Так само, як і традиційна медицина, вона включає в себе діагностику, лікування та профілактику хвороби, тільки все це виконується молекулярними інструментами. Наномедицина включає медичне застосування наноматеріалів і біологічних пристроїв, наноелектронних біосенсорів, застосування молекулярних нанотехнологій, таких як біологічні машини.[44]
- Трансляційна медицина — застосування теоретичних знань з базової біології (зокрема, молекулярної біології) та клінічних випробувань у сфері практичного застосування, для поліпшення здоров'я та довголіття людини.[45][46] (Див. також Інтегративна медицина)
- Телемедицина — напрям медицини, який включає механізм надання та передачі інформації про стан здоров'я і лікування пацієнта на відстані (наприклад, роботизована хірургія), за допомогою дистанційних засобів зв'язку, коли такі консультації дозволені конкретним медичним закладом.[47]

Спеціалізовані та міждисциплінарні:
- Авіаційна медицина — галузь медицини, що вивчає умови професіональної діяльності льотного складу і розробляє медичні заходи для забезпечення авіаційних польотів.
- Біомедицина — галузь науки, яка поєднує принципи біології та медицини для розуміння структури, функціонування та поведінки живих організмів, зокрема в контексті здоров’я та хвороб. Біомедицина охоплює широкий спектр дослідницьких напрямків і підходів, усі вони спрямовані на розширення знань про здоров’я людини та вдосконалення медичної практики.

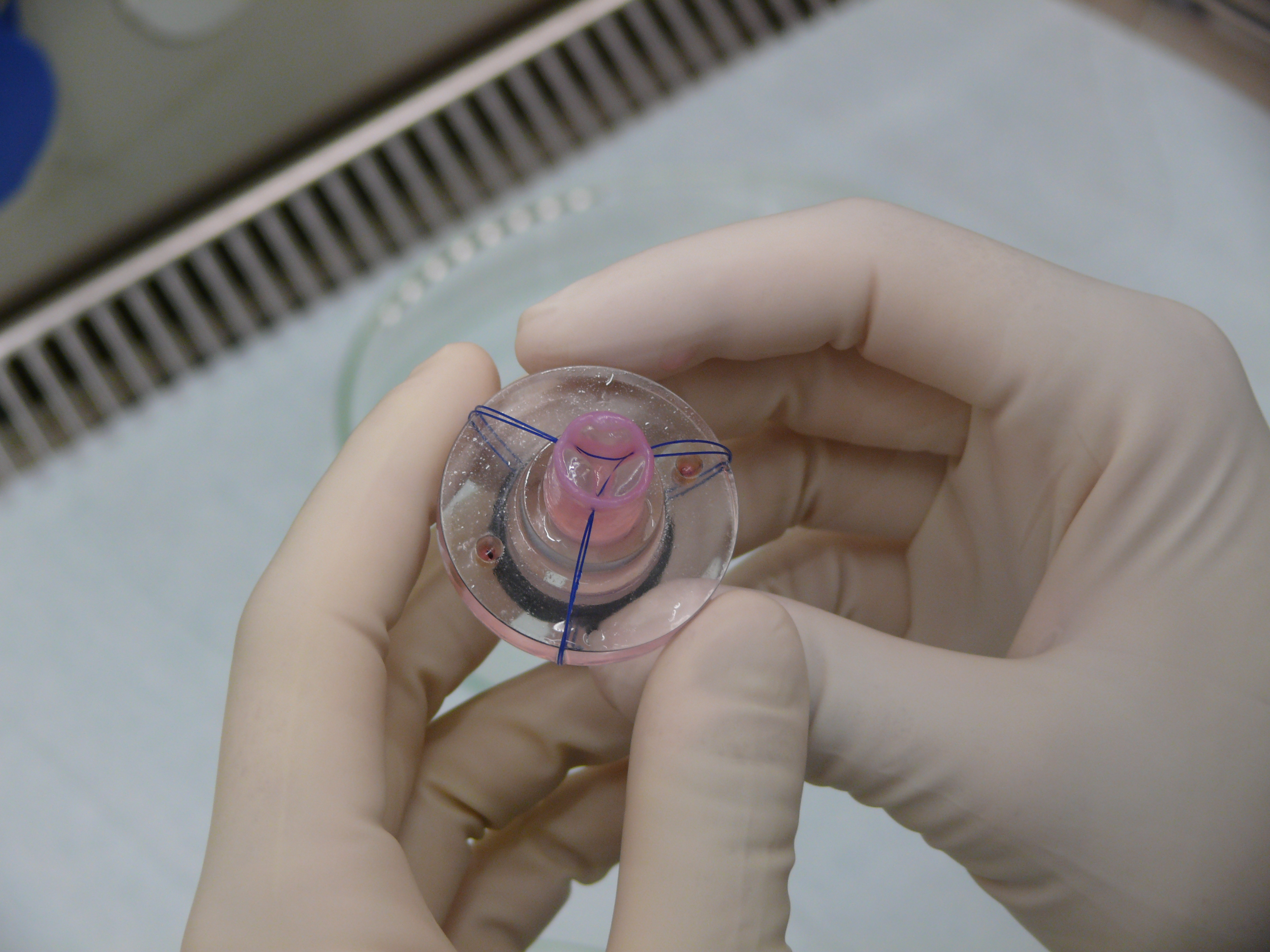
Серцевий клапан створений за допомогою тканинної інженерії (галузь біомедичної інженерії)

- Серцевий клапан створений за допомогою тканинної інженерії (галузь біомедичної інженерії)Біомедична інженерія — галузь науки і техніки, та розділ біоінженерії, яка поєднує інженерно-технічні та медико-біологічні знання, засоби і методи для створення, вдосконалення і дослідження природних і штучних біологічних об'єктів, техніки, матеріалів і виробів медичного призначення, технологій і технічних систем діагностики, лікування, реабілітації і профілактики захворювань людини, а також програмного забезпечення та інформаційних технологій для вирішення прикладних і фундаментальних проблем біології і медицини.
- Космічна медицина — галузь медицини, дослідження і заходи якої спрямовані на забезпечення і створення оптимальних умов життєдіяльності людини в космічному польоті й під час виходу в космічний простір.
- Медицина подорожей та хвороб мандрівників — розділ медицини, який вивчає аспекти хвороб і патологічних станів, які відбуваються у людей, що здійснюють подорожі в різні географічні регіони; здійснює їх лікування та профілактику. Це міждисциплінарна галузь медицини, яку виконують спеціалісти з організації охорони здоров'я, терапевти, інфекціоністи, фахівці з тропічної медицини, хірурги, травматологи, епідеміологи, фахівці з гігієни, спеціалісти з вакцинації тощо.
- Тропічна медицина — розділ медицини, який вивчає захворювання та патологічні стани, які відбуваються в регіонах із тропічним кліматом, зокрема, інфекційні хвороби — малярію, лепру, трипаносомози, шистосомози, лейшманіози тощо; здійснює їх лікування та профілактику.
- Медична географія — галузь медицини, що вивчає вплив природних і соціальних умов на захворюваність населення в різних районах земної кулі.

Альтернативні та інші:
- Альтернативна медицина — медична практика, яка застосовує методи лікування, які не задовольняють критеріям доказової медицини і, як правило, не включаються до навчальних курсів, створених медичними навчальними закладами.
- Інтегративна медицина — це поєднання традиційної медичної практики з альтернативними медичними практиками в лікуванні пацієнта.[48]
- Народна медицина — сукупність набутих народом емпіричних відомостей про цілющі засоби, лікарські трави і гігієнічні навички, що спрямовані на охорону здоров'я людей, запобігання хворобам і лікування хворих.

### Теоретична медицина
Теоретична медицина (синоніми: медична наука, медична теорія) — галузь науки, що вивчає організм людини, його будову та функціювання у нормальному стані та при різних патологічних станах, методи: експеримент, діагностики, лікування та профілактики (попередження) таких станів.
Теоретичну медицину розділяють на медичні науки, кожна з яких вивчає окремі аспекти теоретичної медицини:

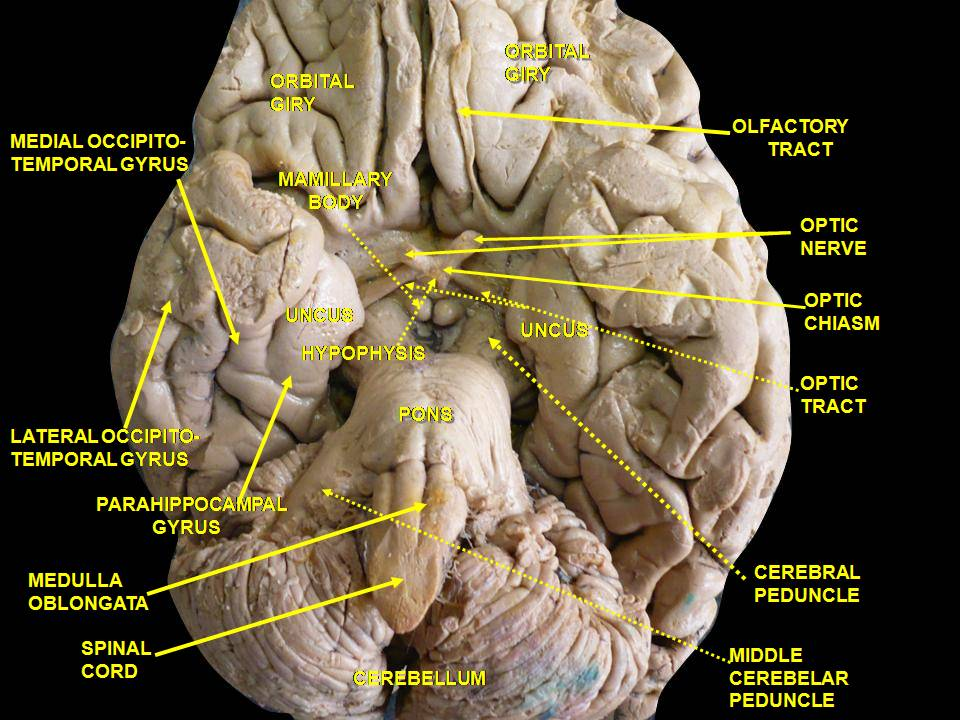
Анатомічна диссекція мозку

- Анатомічна диссекція мозкуанатомія — наука про будову тіла людини на макроскопічному (органи та системи органів) рівні;
- гістологія — наука про будову тіла людини на мікроскопічному, клітинному рівні;
- біохімія — наука про хімічний склад організму та його складових частин йфф про хімічні процеси, що відбуваються в організмі;
- біофізика — наука, яка вивчає процеси в організмі через фізичні та фізико-хімічні явища;
- фізіологія — наука, що вивчає процеси функціювання організму тощо;
- патологічна анатомія — науково-прикладна дисципліна, що вивчає патологічні процеси і хвороби за допомогою мікроскопічного дослідження змін, які виникають у клітинах і тканинах організму, органах і системах органів;
- патологічна фізіологія — наука, що вивчає закономірності виникнення, перебігу та завершення хвороби.

### Практична медицина

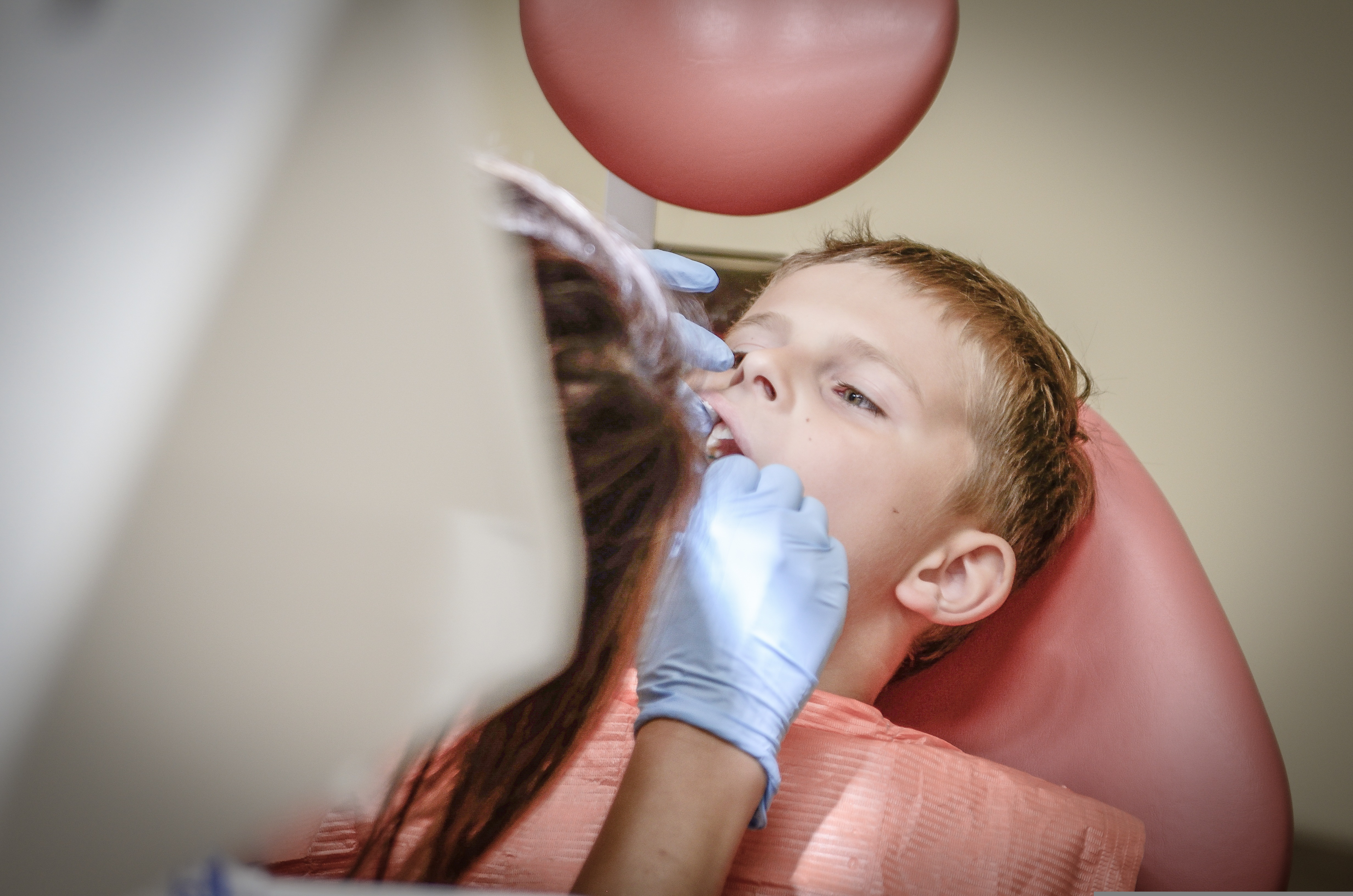
Лікар-стоматолог проводить дослідження

Практична медицина (синоніми: медична практика, охорона здоров'я, клінічна медицина) — галузь діяльності, що застосовує на практиці надбання медичної науки.
Практична медицина розділяється на напрямки за такими критеріями:
- лікування захворювань різних органів та систем. Наприклад:

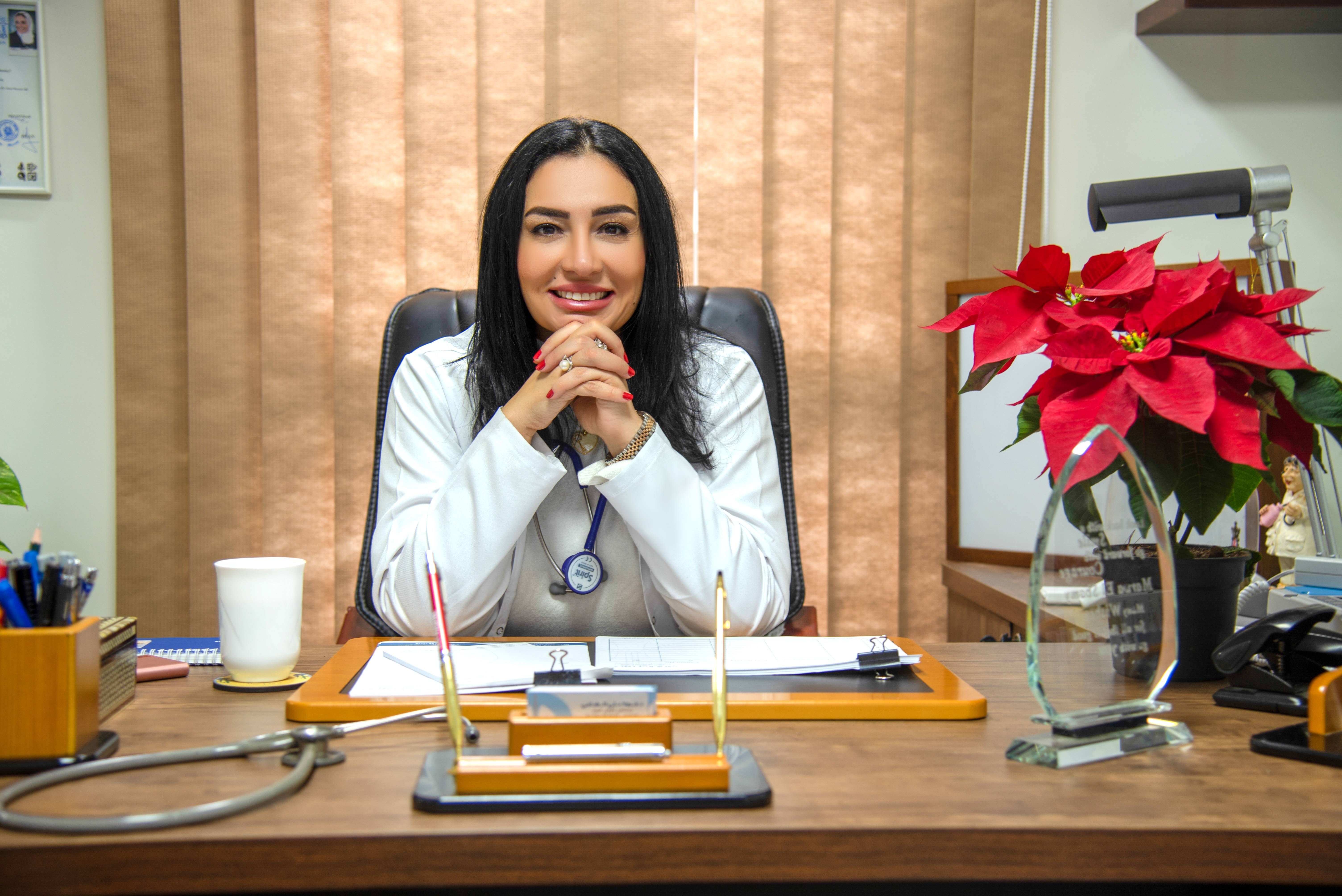
Лікар в кабінеті

  - Лікар в кабінетіЛікар-стоматолог проводить дослідженняХірург та медсестрастоматологія — лікування захворювань зубів,

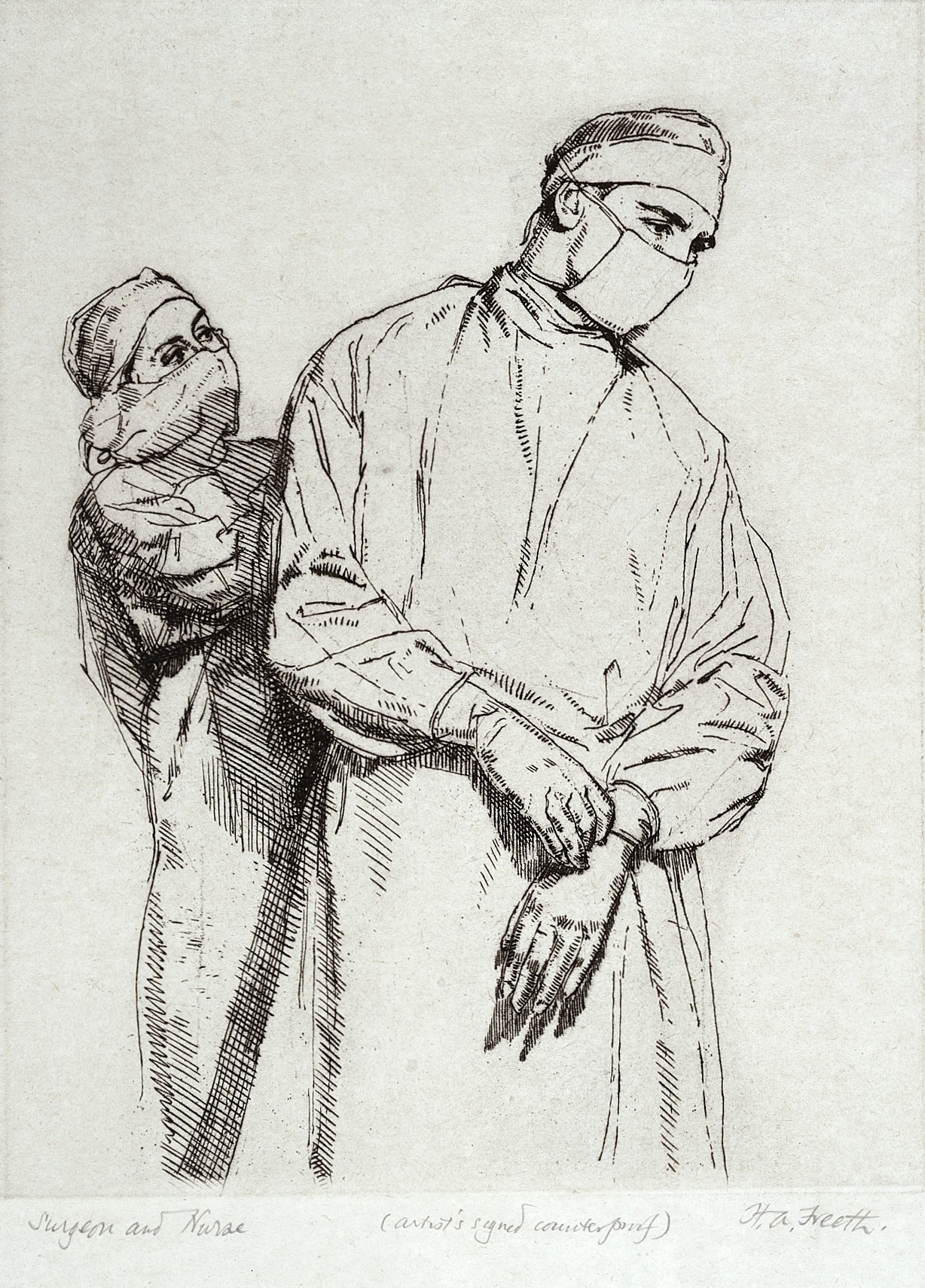
Хірург та медсестра

  - гастроентерологія — лікування захворювань органів травлення,
  - ендокринологія — лікування захворювань органів внутрішньої секреції,
  - офтальмологія — лікування захворювань очей,
  - гінекологія — лікування хвороб жіночої репродуктивної системи,
  - урологія — лікування хвороб сечової системи,
  - травматологія — лікування травматичних ушкоджень кісткового апарату тощо
- лікування окремих груп хвороб:
  - інфекційні хвороби,
  - професійні захворювання,
  - психіатрія,
  - наркологія,
  - токсикологія тощо.
- лікування різних категорій хворих. Наприклад, за віком:
  - педіатрія,
  - геріатрія,
- професійною належністю:
  - медицина професійних захворювань,
  - спортивна медицина тощо.
- лікування різними методами. Наприклад:
  - хірургія,
  - терапія.
- виконання специфічних маніпуляцій або лікування специфічних станів. Наприклад:
  - анестезіологія,
  - реаніматологія,
  - акушерство,
  - медицина катастроф,
  - функціональна діагностика,
  - відновна (регенеративна) медицина.
- Методичний підхід
  - профілактична медицина
  - доказова медицина
  - холістична медицина

Питання класифікації практичної медицини за методами лікування (офіційна медицина, гомеопатія, фітотерапія, народна медицина, натуропатія тощо) є дуже спірним і тому потребує професійної дискусії.

### Доказова медицина
Доказова медицина — це підхід до охорони здоров'я, який наголошує на використанні найкращих наявних наукових даних для прийняття клінічних рішень і надання найефективнішої допомоги пацієнтам на науковій основі. Доказова медицина об'єднує клінічний досвід, цінності й переваги пацієнтів, а також найкращі доступні докази систематичних досліджень з метою покращення результатів лікування пацієнтів.

#### Рівні доказовості

Піраміда рівнів доказовості наукових даних в доказовій медицині

Ієрархія доказів є широко визнаною основою для оцінки якості доказів у сфері охорони здоров'я. Хоч і досі йдуть дискусії про структуру ієрархії, зазвичай, вона представлена у вигляді піраміди з найвищою якістю доказів у верхній частині та найнижчої якості у нижній частині. Рівні доказів, від найвищого до найнижчого, такі:
1. Систематичні огляди та мета-аналізи: це вичерпні огляди існуючої наукової літератури з певної теми, які використовують суворі методи для синтезу з результатів багатьох досліджень. Систематичні огляди та мета-аналізи вважаються доказами найвищої якості, оскільки вони забезпечують найбільш надійну та повну оцінку наявних доказів.
2. Рандомізовані контрольовані дослідження (РКВ): це експериментальні дослідження, у яких учасники у довільному порядку діляться на групи, в одній з яких проводиться досліджуване втручання, а в іншій (контрольній групі) застосовуються стандартні методики або плацебо. РКД вважаються золотим стандартом для оцінки ефективності медичних втручань.
3. Когортні дослідження: це обсерваційні дослідження, під час яких протягом певного часу спостерігають за групою осіб із певною характеристикою або впливом, щоб визначити частоту виникнення цікавого результату. Когортні дослідження можуть надати переконливі докази причинно-наслідкових зв'язків між впливом та результатами.
4. Дослідження типу «випадок-контроль»: це обсерваційні дослідження, у яких осіб із певним результатом порівнюють із контрольною групою без результату, щоб визначити зв'язок між результатом і конкретним впливом. Дослідження типу «випадок-контроль» корисні для вивчення рідкісних наслідків або впливу, але зазвичай вважаються менш надійними, ніж когортні дослідження.
5. Серії випадків і звіти про випадки: це описові дослідження, в яких повідомляють про окремі випадки конкретного захворювання або лікування. Хоча серії випадків і звіти про випадки можуть надати цінну інформацію про рідкісні або незвичайні захворювання або методики їх лікування, вони вважаються доказами найнижчої якості, оскільки вони не включають групу порівняння і можуть мати упередженість.

### Ветеринарна медицина
Ветеринарна медицина — особлива галузь, що охоплює систему наук про хвороби тварин, їх профілактику, діагностику, лікування, визначення якості харчових продуктів і сировини тваринного походження, а також діяльність, спрямовану на збереження здоров'я і продуктивності тварин, запобігання захворюванням і захист людей від хвороб, спільних для тварин і людей. У широкому сенсі має бути відокремлена від медицини, адже остання є наукою про хвороби людини.

## Інституції
Надання медичної допомоги забезпечують лікарні, поліклініки, травматологічні та інші пункти невідкладної допомоги, амбулаторії сімейної медицини тощо.

## Медицина в Україні

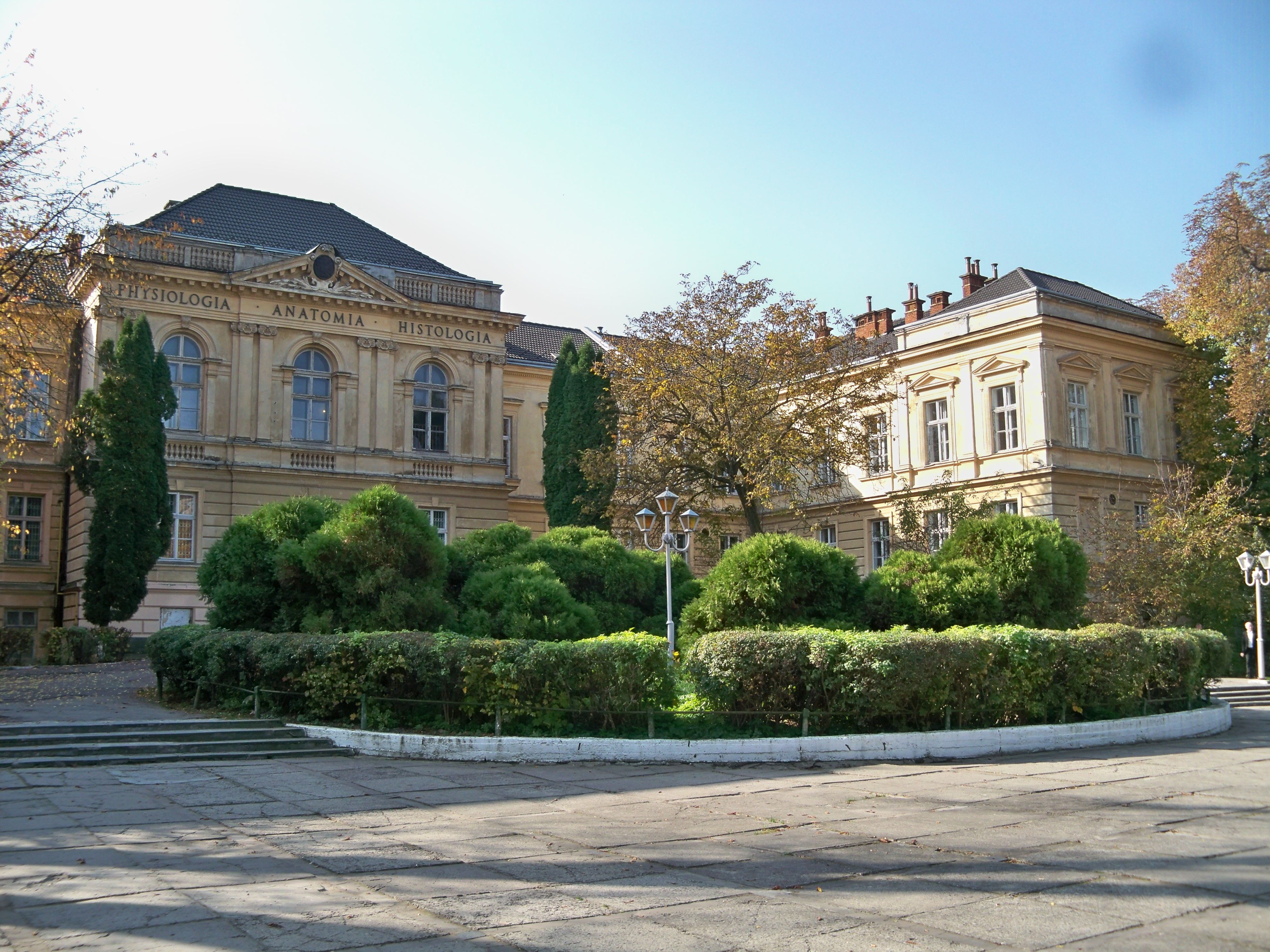
Львівський НМУ (один із корпусів)

Київський НМУ (один із корпусів)

Медицина в Україні є важливою складовою системи охорони здоров'я та надає широкий спектр послуг для населення. Система охорони здоров'я базується на загальноприйнятих медичних стандартах та наукових досягненнях, а також включає в себе державні та приватні медичні установи. Медична освіта в Україні є високоякісною та різноманітною, з багатьма університетами, коледжами та медичними й біомедичними факультетами, які готують лікарів і спеціалістів різних медичних галузей та біомедичних дисциплін.

### Медична освіта
В Україні підготовку лікарів здійснюють у медичних навчальних закладах вищого рівня акредитації — університетах і академіях (IV рівень), інститутах (III рівень). Середній медичний персонал (медичних сестер, фельдшерів, лаборантів тощо) готують у медичних закладах нижчих рівнів акредитації — училищах (I рівень акредитації), коледжах (II рівень акредитації). Підвищення кваліфікації лікарів проводять в академіях післядипломної освіти, чого немає у країнах розвиненої медицини.

### Медичні нагороди України
- Заслужений лікар України
- Заслужений працівник охорони здоров'я України
- Орден святого Пантелеймона